# Pramathesh Chandra Barua
Pramathesh Chandra Barua, noto spesso con il nome di P. C. Barua (Gauripur, 24 ottobre 1903 – Calcutta, 29 novembre 1951), è stato un regista, attore e sceneggiatore indiano.
Si tratta di uno dei più famosi personaggi della storia del cinema indiano, assieme a Bimal Roy e Satyajit Ray.
Ha girato molti film, sia in bengali che in hindi, dando un notevole contributo allo sviluppo della cinematografia conosciuta oggi come Bollywood.
Nel periodo dal 1932 al 1939 ha anche scritto la sceneggiatura dei film che dirigeva ed è stato direttore della fotografia per una volta nel 1940, nel film Zindagi.

## Filmografia

### Regista
- Bengal 1983 (1932)
- Roop Lekha (1934)
- Devdas (1935)
- Maya (1936)
- Manzil (1936)
- Grihadah (1936)
- Devdas (1936)
- Mukti	(1937)
- Adhikar (1938)
- Adhikar (1939)
- Rajat Jayanti (1939)
- Zindagi (1940)
- Shap Mukti (1940)
- Mayer Pran (1941)
- Uttarayan	(1941)
- Jawab	(1942)
- Rani (1943)
- Subah Shyam (1944)
- Ameeree (1945)
- Pehchan (1946)
- Iran Ki Ek Raat (1949)
- Maya Kanan	(1953)

### Attore
- Takay Ki Na Hay, regia di Dhirendranath Ganguly (1931)
- Charitraheen, regia di Dhirendranath Ganguly (1931)
- Aparadhi, regia di Debaki Bose (1931)
- Bengal 1983, regia di Pramathesh Chandra Barua (1932)
- Roop Lekha, regia di Pramathesh Chandra Barua (1934)
- Devdas, regia di Pramathesh Chandra Barua (1935)
- Manzil, regia di Pramathesh Chandra Barua (1936)
- Grihadah, regia di Pramathesh Chandra Barua (1936)
- Mukti, regia di Pramathesh Chandra Barua (1937)
- Adhikar, regia di Pramathesh Chandra Barua (1938)
- Adhikar, regia di Pramathesh Chandra Barua (1939)
- Rajat Jayanti, regia di Pramathesh Chandra Barua (1939)
- Shap Mukti, regia di Pramathesh Chandra Barua (1940)
- Mayer Pran, regia di Pramathesh Chandra Barua (1941)
- Uttarayan, regia di Pramathesh Chandra Barua (1941)
- Jawab, regia di Pramathesh Chandra Barua (1942)
- Rani, regia di Pramathesh Chandra Barua (1943)
- Subah Shyam, regia di Pramathesh Chandra Barua (1944)